# Deodoro (Rio de Janeiro)
Deodoro je gradsko naselje (barrio) u Zapadnoj zoni Rio de Janeira. Zauzima površinu od 4,64 četvorna kilometra na kojima živi oko 11.000 stanovnika.
Jedno je od četiri gradska naselja u kojima su se nalazila borilišta Olimpijskih igara 2016., uz Barru da Tijucu, Copacabanu i Maracanu. U gradskom naselju izgrađen je istoimeni Stadion Deodoro, te vodeni centar Deodoro.
Deodoro je kao naselje osnovano 23. lipnja 1981. U Deodori se nalaze poslovne zone i sjedišta tvrtki, a u stambenim područjima žive imućniji stanovnici.
Osim gradskog naselja, Deodoro ima naslov subperfekture Zapadne zone Rio de Janeira.